# Cervantes (Río Negro)
Cervantes es una localidad argentina ubicada al noroeste de la provincia de Río Negro; al norte de la Patagonia.
Se ubica en el denominado Alto Valle del Río Negro, entre las localidades de Mainqué y General Roca, a la vera de la Ruta Nacional 22 que bordea el río Negro.
Según DECRETO 7.378/46, de 22 de agosto de 1946 cuenta con una superficie total de 7.256 ha. 97 as. y 50 cas (72,56 km²).

## Historia
En 1910 el gobierno nacional hizo una concesión de tierras al escritor español Vicente Blasco Ibáñez. Fue entonces cuando Blasco Ibáñez intentó formar en 1911, y con inmigrantes valencianos, la Colonia Cervantes. Se instituyó la Sociedad Cooperativa de Irrigación Colonia Cervantes con poco éxito. La empresa fracasó y Blasco Ibáñez se va en 1913 tras vender todas sus propiedades a José María Rosa. En 1921, al realizarse nuevas obras de riego, resurgió la colonia agrícola.

## Toponimia
Debe su nombre a la Sociedad Cooperativa de Irrigación Colonia Cervantes fundada por el escritor y político valenciano Vicente Blasco Ibáñez.

## Población
Contó con 3,252 habitantes (Indec, 2010), lo que representa un incremento del 21,8% frente a los 2,669 habitantes (Indec, 2001) del censo anterior.
Este dato incluye los barrios rurales alejados de la aglomeración principal y población dispersa. La tasa de crecimiento demográfico con respecto al censo 2001 es 1,63%.
El censo 2022 arrojó 2.824 viviendas con una población estable de 7.796 habitantes en el municipio.
| Gráfica de evolución demográfica de Cervantes entre 1991 y 2022 |
|                                                                 |
| Fuente: Censos nacionales del INDEC                             |

## Cultura
En el mes de noviembre se lleva a cabo la Fiesta Provincial de la Jineteada. Su aniversario se celebra el 4 de octubre.

## Deportes
En 1985 se creó la escuela municipal de balonmano, siendo un deporte muy destacado en la localidad.

## Galería de imágenes

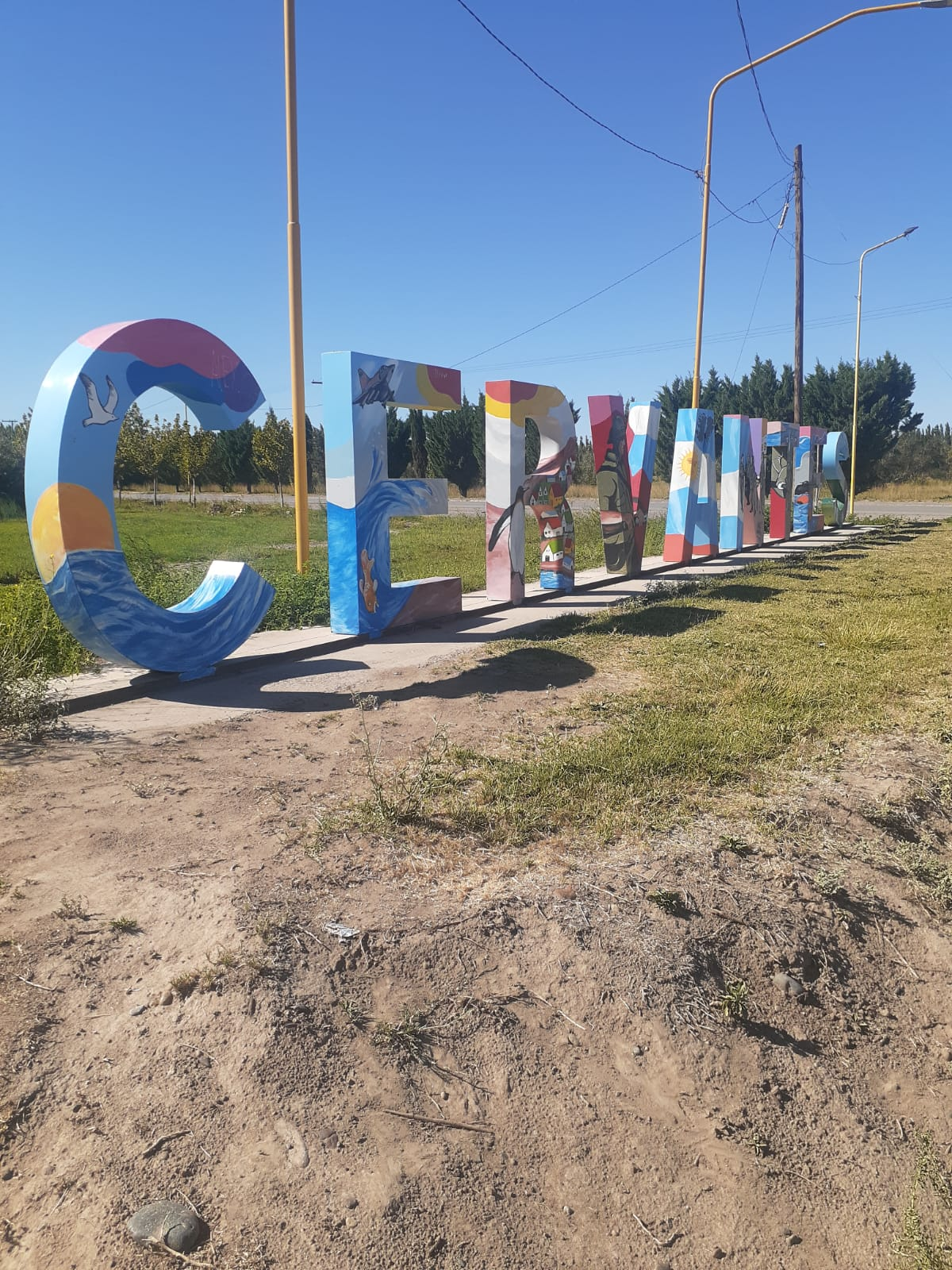
Entrada de un acceso a la ciudad cervantina

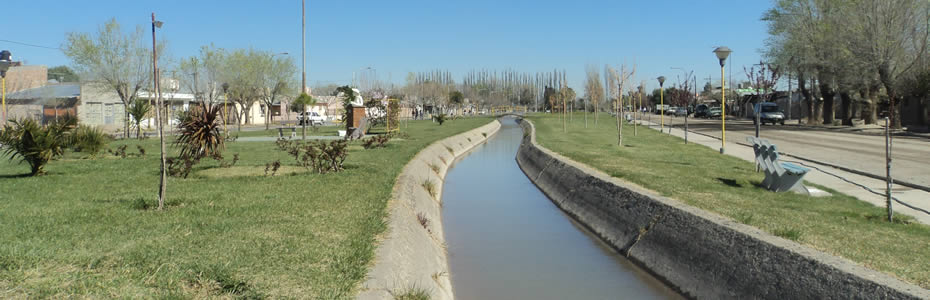

- La E.S.R.N. N°62 ESTE AÑO CELEBRA SUS BODAS DE ORO